# نصف‌النهار ۱۵۱ درجه شرقی
نصف‌النهار ۱۵۱ درجه شرقی ۱۵۱مین نصف‌النهار شرقی از گرینویچ است که از لحاظ زمانی ۱۰ساعت و ۴دقیقه با گرینویچ اختلاف زمانی دارد.
این نصف‌النهار از قطب شمال شروع و از مناطق زیر گذشته و به قطب جنوب ختم می‌شود.
- روسیه
- 🇵🇬 پاپوآ گینه نو
- استرالیا
- اقیانوس آرام